# Sant Miquel de Palol de Revardit
L'església parroquial de Sant Miquel de Palol de Revardit és dins el conjunt format pel castell, aquesta església romànica i restes d'una muralla circular que constituïren el primitiu nucli d'un recinte medieval dels s. XII-XIV. Està protegida com a bé cultural d'interès local.

## Història

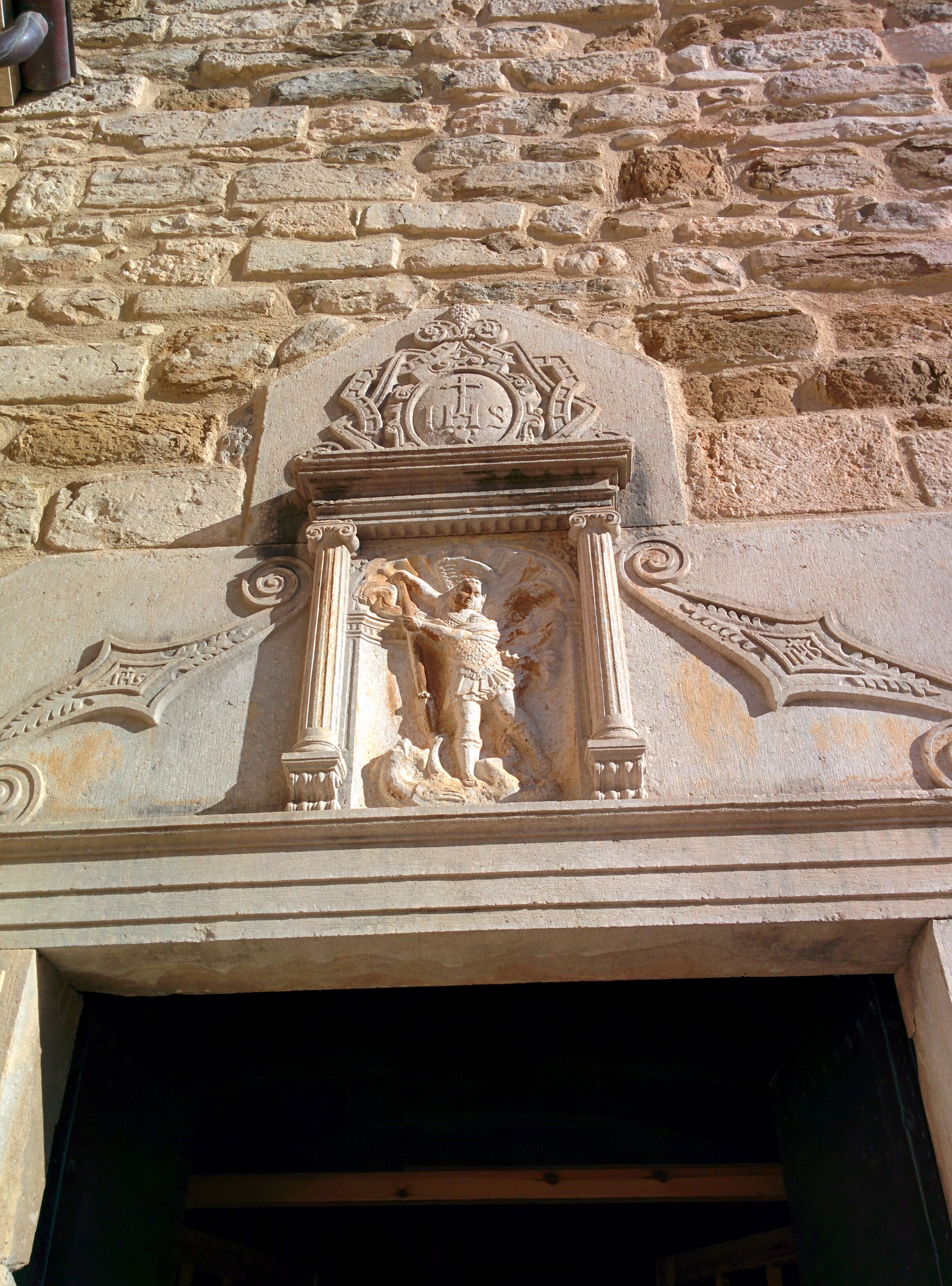
Sant Miquel sobre la porta d'entrada

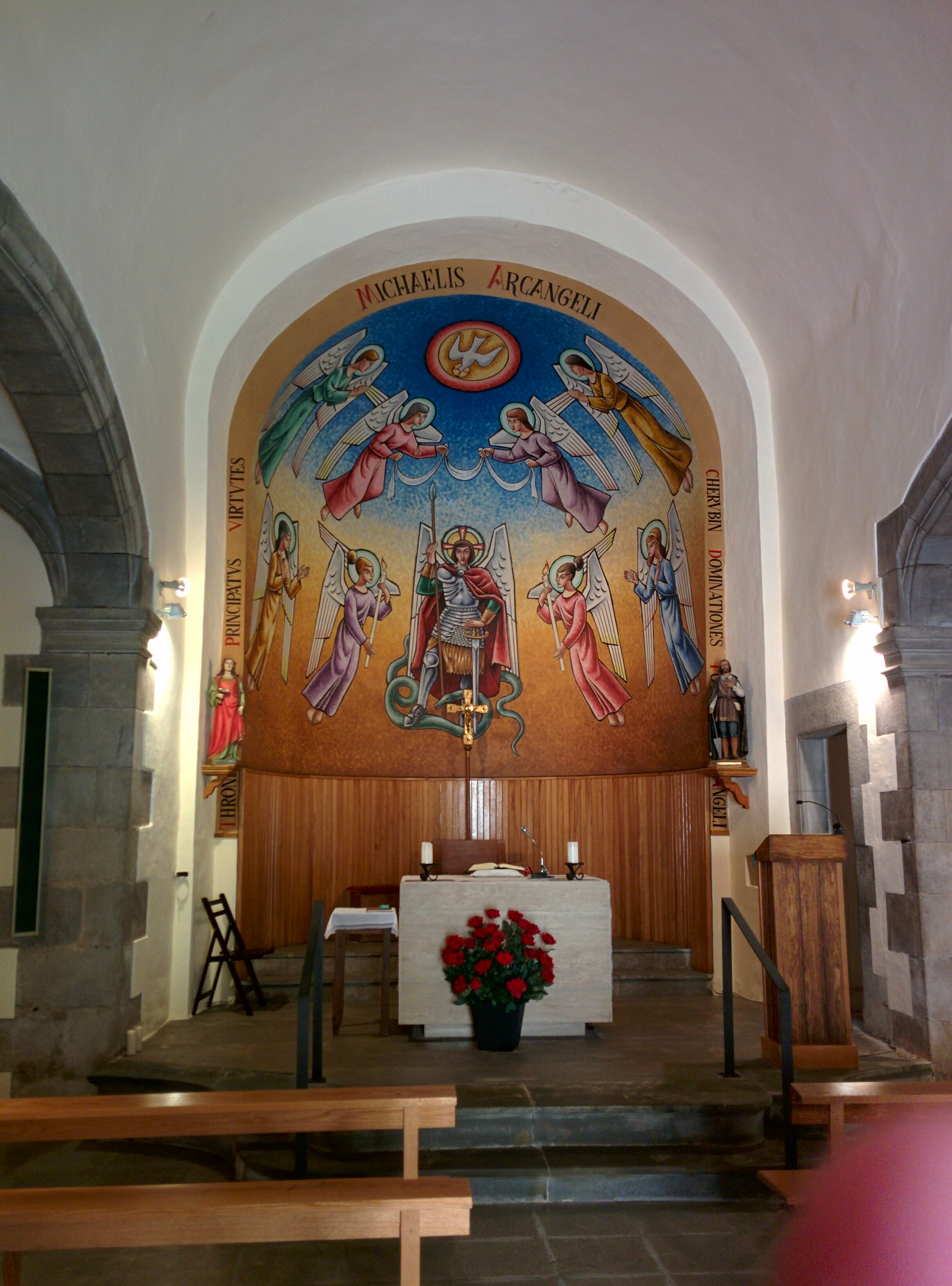
Vista de l'interior

A la mort del bisbe de Carcassona Bernat Bernat, l'església «Sancti Michaelis de Paladel» ja existia perquè surt mencionada en el seu testament el 1074. L'església era enclavada dintre d'un recinte fortificat. L'any 1362 es coneixia com a «Sancti Michaelis de Rivovitis», una transformació de l'antic «rivo David» del 1116. El 1691, el lloc fou conegut com a «Sancti Michaelis de Palaciolo de Rivovitis»

## Arquitectura
L'edifici fou reformat notablement al segle xviii i posteriorment; s'afegiren dues capelles laterals en forma de creuer i altres dependències, com també una torre campanar de planta quadrada que degué aprofitar, segurament, l'original d'espadanya. La porta, a ponent, també és renovada i el teulat sobrealçat. L'absis es conserva en molt bon estat i el conjunt de la planta deixa entreveure la disposició antiga. L'edifici era d'una nau, coberta amb volta de canó i capçada a llevant per un absis semicircular separat de la nau per dos arcs en degradació. Al fons de l'absis hi ha una finestra de doble esqueixada amb arc de mig punt format per petites dovelles. L'exterior de l'absis mostra quatre faixes de tradició llombarda que carreguen senzillament a la imposta superior, amb perfil de tronc de piràmide invertit. L'aparell, de carreus de pedra de xalió (també dita marga de Banyoles), ben tallada, alterna filades de pedres allargades i poca dimensió amb altres més grosses i quadrangulars. En conjunt, l'estructura arquitectònica fa pensar en una obra de la fi del segle xii.
Pel que fa al recinte emmurallat, hom hi pot veure part dels basaments del mur i d'algunes torres que poden situar-se dins el segle xiii.

### Decoració de l'absis
La decoració de la cornisa de l'absis es troba molt deteriorada; s'observen restes d'un escacat o bitllerat en el pla inclinat però no és possible concretar més. El tema és habitual en el món romànic i és un recurs efectiu plàsticament, sovint utilitzat en conjunts de caràcter modest. La datació s'ha de correspondre amb la del propi edifici.